# Огнянци
Огнянци (на македонска литературна норма: Огњанци) е село в община Ибрахимово (Петровец) на Северна Македония.

## География
Селото се намира на 15 километра югоизточно от столицата Скопие в източния дял на Скопската котловина в областта Блатия на левия бряг на Вардар.

## История
В края на XIX век Огнянци е малко село в Скопска каза на Османската империя. Според статистиката на Васил Кънчов („Македония. Етнография и статистика“) към 1900 година в Огнянци живеят 70 българи християни.
В началото на XX век цялото село е под върховенството на Българската екзархия. По данни на секретаря на екзархията Димитър Мишев (La Macédoine et sa Population Chrétienne) в 1905 година в Огнянци има 80 българи екзархисти и 6 цигани.
След Междусъюзническата война в 1913 година селото влиза в границите на Сърбия. След Първата световна война в рамките на държавната политика за колонизиране на Вардарска Македония в Огнянци е създадена колония, заселена главно със сърби.
На етническата си карта от 1927 година Леонард Шулце Йена показва Огянци (Ogjanci) като село с неясен етнически състав.
Според преброяването от 2002 година селото има 1142 жители.
| Националност     | Всичко |
| северномакедонци | 317    |
| албанци          | 543    |
| турци            | 8      |
| роми             | 12     |
| власи            | 0      |
| сърби            | 256    |
| бошняци          | 2      |
| други            | 4      |